# Chanovsky (huyện)
Huyện Chanovsky (tiếng Nga: ? райо́н) là một huyện hành chính tự quản (raion), của Tỉnh Novosibirsk, Nga. Huyện có diện tích 5535 kilômét vuông, dân số thời điểm ngày 1 tháng 1 năm 2000 là 34400 người. Trung tâm của huyện đóng ở Chany.